# Гриф секретности снят: Потери Вооружённых Сил СССР в войнах, боевых действиях и военных конфликтах
«Гриф секретности снят: Потери Вооружённых Сил СССР в войнах, боевых действиях и военных конфликтах» — изданная в 1993 году монография представляет собой первое всестороннее комплексное историко-статистическое исследование, проведённое коллективом военных историков под руководством Г. Ф. Кривошеева. В 1997 году была переведена на английский язык. Книга неоднократно переиздавалась с дополнениями и уточнениями под другими названиями.
Издание «Великая Отечественная без грифа секретности» кроме Г. Ф. Кривошеева также редактировал А. В. Кирилин.

## История
Монография является результатом проводимых с 1988 года коллективом военных историков под руководством кандидата военных наук генерал-полковника Г. Ф. Кривошеева статистических исследований людских потерь и боевой техники Вооружённых сил СССР и России в войнах XX—XXI веков. Исследовательский коллектив был допущен к необходимым для этого архивным материалам (Генерального штаба и главных штабов видов Вооружённых сил, МВД, ФСБ, пограничных войск и различных архивных учреждений бывшего СССР), с которых в конце 1980-х годов был снят гриф секретности. Также были задействованы результаты проводимых ранее исследований по определению потерь комиссией Генерального штаба ВС СССР под руководством генерала армии С. М. Штеменко и аналогичной комиссией Министерства обороны СССР под руководством генерала армии М. А. Гареева.
Первое издание вышло в 1993 году под названием «Гриф секретности снят: Потери Вооружённых Сил СССР в войнах, боевых действиях и военных конфликтах». В него вошли итоги исследования потерь ВС СССР начиная с Гражданской войны (1917—1923) и заканчивая войной в Афганистане (1979—1989) с приведением 111 подробных таблиц по ним. Более тщательному изучению подверглись людские потери СССР в Великой Отечественной войне. В монографии также впервые были обнародованы данные о потерях советских войск у озера Хасан (1938), реки Халхин-Гол (1939), в Советско-финской войне (1939—1940) и пр..
В 1997 году книга была переведена на английский язык с предисловием профессора Д. Эриксона. Перевод — К. Барнарда, консультант по вопросам технического перевода — Д. Черепанов из Генерального штаба ВС РФ.
В дальнейшем авторский коллектив продолжил работу над этой темой и в 2001 году была издана монография «Россия и СССР в войнах XX века» с предисловием доктора исторических наук Ю. А. Полякова. В неё были включены ещё и сведения о потерях Российской империи в Русско-японской и Первой мировой войнах, а также потери в локальных конфликтах на постсоветском пространстве на Кавказе (до Второй чеченской кампании), Приднестровье и Таджикистане. Многие результаты подсчётов из предыдущего издания были пересмотрены, уточнены и приведены в 229 таблицах.
Наиболее сложный вопрос, вызвавший особый интерес в научно-историческом сообществе, касается потерь во время Великой Отечественной войны, и в 2009 году вышла монография «Великая Отечественная без грифа секретности», в которой редактором кроме Г. Ф. Кривошеева (с 1995 года профессор Академии военных наук) выступил также кандидат исторических наук генерал-майор А. В. Кирилин. В ней авторы существенно уточнили общие потери в людях и военной технике по фронтам и флотам, отдельным армиям и военным флотилиям. В контексте исследования советских потерь в ВОВ в монографии также приведены уточнённые данные о составе войск Нацистской Германии и eё потерях.

## Отзывы и критика
Демографы М. Элман (Ph.D.) и С. Максудов, в целом признавая подсчёт группы Г. Ф. Кривошеева общих безвозвратных потерь СССР в 26—27 млн человек относительно надёжными, указывают как на возможную «избыточность» его за счёт включения в него жертв советских репрессий, погибших советских граждан воевавших на стороне Германии и эмигрантов, так и на «недооценку» из-за неполного учёта населения тех территорий, которые были присоединены к СССР перед ВОВ и после неё. В то же время, М. Элман и С. Максудов критически отнеслись к тому, что не учтено падение уровня рождаемости, который, впрочем, по их же мнению относится к гипотетическим демографическим потерям СССР.
Военный историк Д. Гланц в своей рецензии на работу коллектива под руководством Кривошеева отметил, что она в целом представляется «прямолинейной и точной». Информация о потерях хорошо согласуется с фрагментарными данными из рассекреченных источников, хранящихся в советских архивах. Они раскрывают общие катастрофические потери СССР в ВОВ, которые намного превышают указанные в ранних советских открытых источниках. Особую ценность, по словам Д. Гланца представляют таблицы, показывающие общую численность личного состава и техники советских войск, задействованных в каждой операции. Однако, несмотря на это, по словам Д. Гланца в работе имеются некоторые вопиющие упущения. Так, к примеру, в книге не проанализированы потери в нескольких крупных военных операциях ВОВ. Впрочем, как отмечает Д. Гланц, это не влияет на общие показатели военных потерь и, несмотря на эти недостатки, «Гриф секретности снят…», по его мнению, — это «самая революционная и содержательная работа, которая ещё не была опубликована на эту тему. Она представляет собой квантовый скачок в наших знаниях о потерях советского военного времени».
Ответственный редактор монографии «Гриф секретности снят…» Г. Ф. Кривошеев отреагировал на замечания в рецензии, по выражению Д. Гланца, — «положительно», в своём письме кроме прочего пояснив, что многие операции, не рассмотренные в монографии, являются частью более крупных, общие потери которых приведены в книге. И следовательно это «не оказало существенного влияния на достоверность общих показателей потерь, понесённых Вооружёнными силами СССР». Также Г. Ф. Кривошеев заверил, что «мы усердно работаем над этим, учитывая все отзывы и комментарии российских и зарубежных читателей», и многие операции, не включённые в книгу, будут описаны во втором издании.
Профессор военной науки и доктрины, директор Института исследований безопасности Крэнфилдского университета К. Беллами охарактеризовал монографию «Гриф секретности снят…» как чрезвычайно подробный и незаменимый труд, а 111 подробных таблиц, помещённых в нём, по его мнению являются ценным источником для дальнейших исследований.
У. С. Данн (Ph.D.) в своей рецензии на книгу отметил, что работа достаточно документирована, и это позволяет при необходимости проверить изложенную в ней информацию в подлинных исходных материалах, хранящихся в российских архивах. Помещённые же в книге таблицы, по его мнению, являются «основой для любого исследования» военных действий Красной армии на Восточном фронте Второй мировой войны. Однако, по его мнению, для проверки надёжности самих тех исходных материалов необходимо привлечение различных других источников и учитывать их несопоставимость. Так У. С. Данн в отношении исчисления военной техники Красной армии в ВОВ отметил, что во многом не учитывается ленд-лиз. Также при сравнении имеющегося числа военной техники — до и после определённого сражения, число потерянной в нём техники РККА у Кривошеева бывает завышенным. Впрочем это, по мнению У. С. Данна, может объясняться тем, что подбитые танки и другую технику русские могли быстро заменить или отремонтировать и она вновь числилась как боевая единица. Подытоживая, У. С. Данн отметил, что «Книга является незаменимым справочником для всех, кто серьёзно интересуется военным прошлым России».
По мнению профессора Тель-Авивского университета М. Майзеля (доктор истории) книга «Гриф секретности снят…» представляет собой огромную ценность как для учёных, так и для практиков. По его мнению в книге содержатся бесценные для историков данные как по вооружённым конфликтам, так и по российско-советской политической и социальной истории. Также М. Майзель отмечает, что данная монография имеет очень большое значение для учёных, занимающихся военной теорией, а также, вероятно, для военных стратегов и теоретиков. В ней, по мнению М. Майзеля, открываются новые перспективы для изучения истории населения СССР, понимания размеров боевых и иных людских потерь в результате его вооружённых конфликтов.
Профессор Университа Северной Каролины в Чапел-Хилл С. Роузфилд считает избыточным предоставленное в монографии «Гриф секретности снят…» число жертв советских граждан и военнослужащих во время ВОВ, ввиду того, что в них включено значительное число людей, казнённых органами НКВД, а также тех, кто сотрудничал с СС. Он отмечает, что значительное число смертей советских граждан и бойцов Красной армии, приписываемых к жертвам войны, относится к террору 1939—1940 годов и к отправленным уже по окончании войны бо́льшей части вернувшихся из плена (1,8 млн) в ГУЛАГ.
Профессор Королевского колледжа Лондона Р. Овери отмечает некоторые недостатки, которые признают и сами авторы «Гриф секретности снят…», среди которых: неточные данные по Гражданской войне, так как учётные записи не могли тщательно регистрироваться армейской администрацией на начальной стадии. По вопросу ВОВ в военные потери не включены партизаны и добровольцы на первом этапе войны, понесшие почти 100-процентные потери. Также Р. Овери считает вопиющим упущением то, что после ВОВ сразу исследуются потери СССР в Корейской войне, хотя в этот промежуточный период советские войска вели бои за умиротворение на Украине и в странах Балтии, которые по сути являлись второй гражданской войной, хоть до сих пор и не признанных открыто. Тем не менее, Р. Овери отметил, что «после долгих лет кропотливых исследований» Кривошеев и его команда опубликовали подробную информацию о военных потерях СССР в рассматриваемых ими военных конфликтах. По его мнению это незаменимый справочник по военной истории СССР на всём протяжении его существования и «никто, интересующийся советскими делами или военной историей, не может позволить себе обойтись без него».
Ведущий научный работник НАН Украины Н. Н. Яковенко (д. и. н.) констатировала, что команда российских экспертов под руководством Кривошеева выполнила важную задачу, которая требует тщательного изучения, сравнения, а также точных и подробных расчётов статистических данных. Она отметила, что статистический материал в этом сборнике тщательно проанализирован и систематизирован, а военные данные представлены чётко и точно. Н. Н. Яковенко также отметила, что на основе этой уникальной работы учёные из новых независимых государств, получивших независимость в результате распада СССР, вполне могут провести аналогичную работу, чтобы определить свою долю потерь в составе СССР.
Историки А. А. Шабаев (к. и. н.) и С. Н. Михалёв (д. и. н.) подвергли некоторой критике книгу «Гриф секретности снят…», в частности отметив, что его авторы включили в число небоевых потерь умерших от болезней, тогда как, по мнению А. А. Шабаева и С. Н. Михалёва, заболевшие в боевой обстановке должны относиться к категории боевых потерь. Кроме этого они указали, что общую оценку безвозвратных потерь союзников Германии, приведённую в труде «Гриф секретности снят…», нельзя признать корректной, так как, «понятие „безвозвратные потери“ в военно-оперативном значении включает и попавших в плен», которые уже вошли в справку отдельно как военнопленные.
Историк А. В. Толмачёва в своей кандидатской диссертации указывает на «некоторые манипуляции статистическим материалом» в труде «Гриф секретности снят…» Так, по её мнению, «из расчётов дважды исключили величину „двойного призыва“».
Демограф Л. Л. Рыбаковский относит сведения, приводимые в монографии «Гриф секретности снят…» к числу тех из «книг и научных статей, авторами которых являются именно те специалисты, которые либо занимались непосредственными расчётами потерь вооружённых сил, либо возглавляли коллективы», кто внушает наибольшее доверие.
Монографию «Великая Отечественная без грифа секретности. Книга потерь» историки Л. Д. Матвеева (д. и. н.) и И. М. Ильинский (к. и. н.) называют уникальным справочным изданием, «не имеющем аналогов в современной военно-исторической литературе».
Историк В. Н. Земсков (д. и. н.), констатировав, что в отечественной историографии наиболее авторитетным источником по вопросам потерь Красной армии в ВОВ считается статистический сборник «Гриф секретности снят…», подверг серьёзной критике его статистику относительно военнопленных, определив её как «расчётная», в отличие от противоречащих ей немецких первоисточников, то есть «противника, считавшего пленных по головам (в прямом смысле)». Однако, как отмечали А. А. Шабаев и С. Н. Михалёв, информация, содержащаяся в них, — также «разнообразная и противоречивая». В целом, расчёты по военнопленным, приводимые в книге «Гриф секретности снят…», по мнению В. Н. Земскова, — «мы вынуждены признать недостоверными, существенно искажающими реальную картину». Исходя из этого, и общее число безвозвратных потерь РККА 8668,4 тыс. человек, по его мнению, не может быть принято как достоверное и «нуждается в коренном пересмотре».
Во многих отношениях критически к методам исследования коллектива под руководством Кривошеева отнёсся историк-демограф С. Максудов. По его мнению в военные потери необходимо включить всех, кто противостоял немцам, включая ополченцев, погибших или взятых в плен до прибытия в воинские части и не получивших оружие; партизан; подпольщиков; строителей оборонительных сооружений и т. д. То же касается и военнопленных, многие из которых Кривошеевым отнесены к гражданским лицам. Кроме этого, не включена категория дезертиров. Многие из этих и других проблемных вопросов, по мнению С. Максудова, требуют серьёзного изучения и «весьма вероятно, что данные Кривошеева будут со временем заметно откорректированы».
Историки Г. В. Епонешникова (к. и. н.) и В. П. Савка (к. и. н.) констатировали, что статистическое исследование «Гриф секретности снят…» считается «наиболее тщательной работой» по изучению людских потерь СССР в ВОВ, чьи авторы изучили огромный пласт документации.

## Издания
- Гриф секретности снят: Потери Вооружённых Сил СССР в войнах, боевых действиях и военных конфликтах: Статистическое исследование. — М.: Воениздат, 1993. — 415 с. — ISBN 5-203-01400-0.
  - Soviet Casualties and Combat Losses in the Twentieth Century (англ.) / Forew. J. Erickson. — London: Greenhill Books, 1997. — 304 p. — ISBN 978-1-85367-280-4.
- Россия и СССР в войнах XX века. Потери Вооружённых Сил: Статистическое исследование. — М.: Олма-пресс, 2001. — 608 с. — (Архив). — ISBN 5-224-01515-4.
  - Россия и СССР в войнах XX века. Потери Вооружённых Сил: Историко-статистическое исследование. — 2-е изд., доп. — М.: [б. и.], 2005. — 712 с. — ISBN 5-7151-0078-X.
- Россия и СССР в войнах XX века. Книга потерь. — М.: Вече, 2010. — 618 с. — ISBN 978-5-9533-4672-6.
  - Россия и СССР в войнах XX века. Книга потерь. — М.: Вече, 2010. — 624 с. — ISBN 978-5-9533-4676-6.
- Великая Отечественная без грифа секретности. Книга потерь. — М.: Вече, 2009. — 380 с. — ISBN 978-5-9533-3877-6.
  - Великая Отечественная без грифа секретности. Книга потерь. — М.: Вече, 2010. — 384 с. — ISBN 978-5-9533-4695-5.
  - Великая Отечественная без грифа секретности. Книга потерь. — М.: Вече, 2014. — 383 с. — (Историческая литература). — ISBN 978-5-4444-1768-3.
  - Великая Отечественная без грифа секретности: Книга потерь. — М.: Вече, 2020. — 383 с. — ISBN 978-5-4484-1837-2.